# 赫爾曼·邦迪
赫爾曼·邦迪，KCB，FRS（英語：Hermann Bondi，1919年11月1日—2005年9月10日），生於奧匈帝國維也納，英國籍數學家與物理學者。他最有名的事蹟是與弗雷德·霍伊尔、湯馬士·戈爾德三人共同提出穩態理論。但他在學術上最顯著的成就來自於對廣義相對論的理論貢獻。

## 生平
生於奧地利，出身醫生家庭，赫爾曼·邦迪在維也納長大。他很早就展現了驚人的數學能力，並被亞伯拉罕·弗蘭克爾推薦給亞瑟·愛丁頓。 弗蘭克爾是一個遠房親戚，也是這個大家庭中唯一的數學家，赫爾曼的母親很有遠見地安排了她年幼的兒子和這位著名人物的會面，她知道這可能是讓他能夠遵循自己的願望並成為數學家的關鍵。愛丁頓鼓勵他前往英國，在劍橋大學三一學院閱讀數學題。1937 年，他為了躲避奧地利的反猶太主義而來到劍橋。1938 年，德奧合併前不久，他意識到父母的處境危險，於是給他們發了一封電報，要求他們立即離開奧地利。他們設法到達瑞士，隨後定居在紐約。
第二次世界大戰初期，他被拘留在曼島和加拿大。其他被拘留者包括托馬斯·戈爾德和馬克斯·佩魯茨。1941年底，邦迪和戈爾德被釋放，並在海軍部信號研究所與弗雷德·霍伊爾一起從事雷達工作。1946年他成為英國國民。